# Chaenopsis coheni
Chaenopsis coheni е вид бодлоперка от семейство Chaenopsidae.

## Разпространение и местообитание
Видът е разпространен в Мексико.
Обитава крайбрежията и пясъчните дъна на океани, морета, заливи и рифове в райони с тропически и субтропичен климат. Среща се на дълбочина от 26 до 37 m.